# Định luật thứ hai của nhiệt động lực học

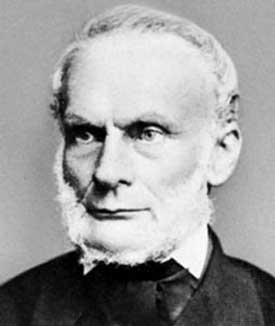
Chân dung Clausius, cha đẻ của định luật tăng giảm Entropy

Định luật 2 nhiệt động lực học hay nguyên lý thứ hai của nhiệt động lực học là một trong 4 định luật cơ bản của nhiệt động lực học. Nó liên quan đến tính không thể đảo ngược của một quá trình nhiệt động lực học và đề ra khái niệm entropy do nhà vật lý học người Phổ là Rudolf Clausius phát hiện ra.

## Lịch sử

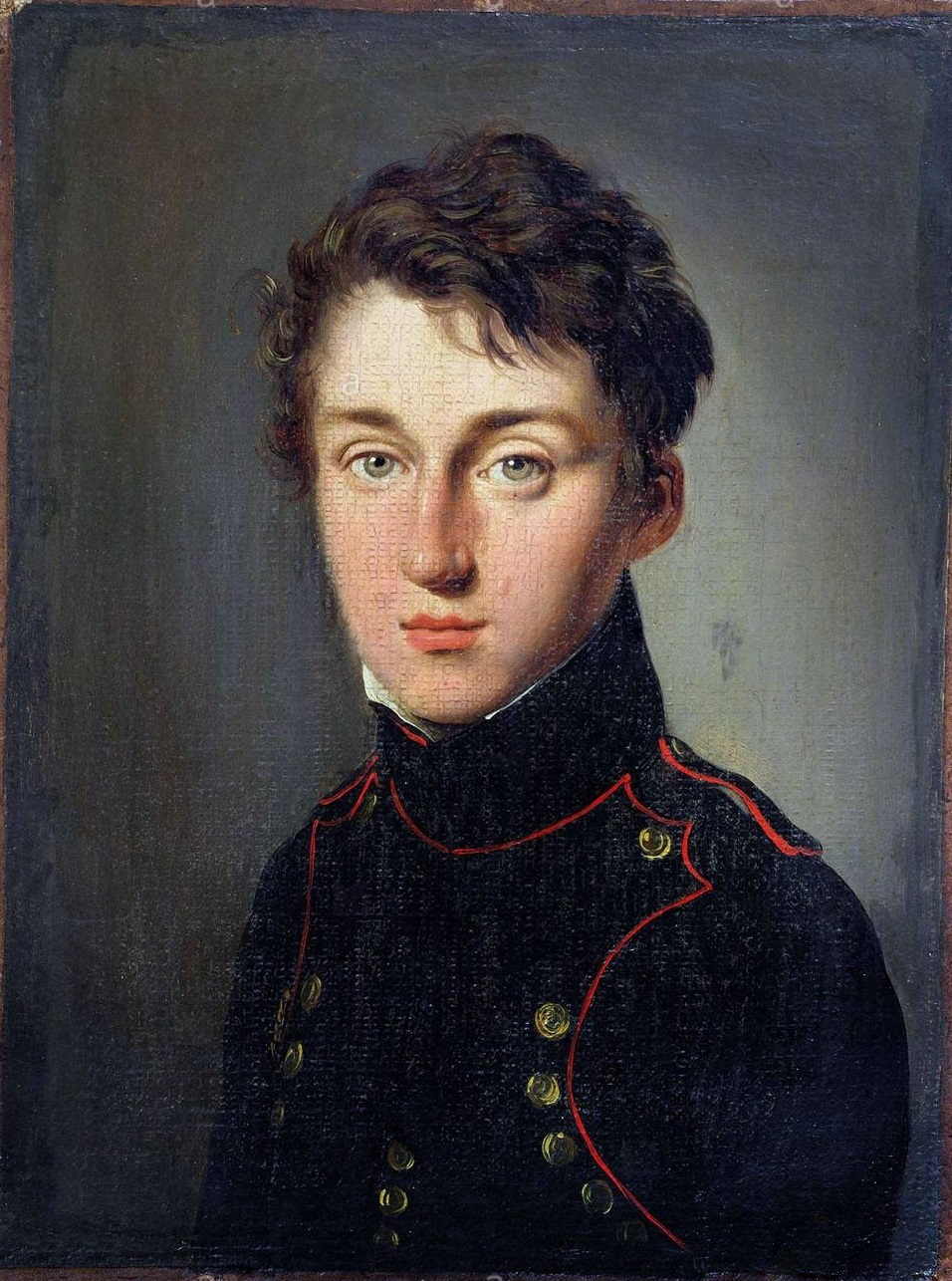
Sadi Carnot

Từ thế kỉ 18, các nhà khoa học đã biết đến hai quá trình đặc biệt mà nó chi phối toàn bộ vũ trụ đó là quá trình thuận nghịch và bất thuận nghịch.
Quá trình thuận nghịch là quá trình mà vật chất tiến tới hậu quả (kết quả) sau đó lại có thể quay về nguyên nhân, rồi lại tiến tới mãi mãi, lặp đi lặp lại vô hạn khiến cho sinh vật không bao giờ già đi, vật chất không bao giờ bị hủy hoại hay bị lão hóa và trở thành vĩnh cửu, không thể phá hủy. Theo lý thuyết thì điều này có vẻ hơi hoang đường, phi thực tế như sự xuất hiện của lý thuyết về động cơ vĩnh cửu vậy. Quá trình bất thuận nghịch là một quá trình nghịch đảo của quá trình thuận nghịch, đây là quá trình mà sự vật sự việc luôn đi từ quá khứ đến hiện tại mà không đi ngược lại, quá trình này đồng nghĩa với sự tự phá hủy, hủy hoại của vật chất: con người thì ngày càng già đi, máy móc thì hoạt động ngày càng yếu đi, kim loại bị ăn mòn bị rỉ sét,...Cả hai quá trình này đều có liên quan đến một thứ đó là nhiệt. Trong bốn nguyên tố cơ bản của thế giới cổ đại thì có lẽ lửa là nguyên tố có tính chất kì lạ nhất, vừa phát sáng lại vừa tỏa nhiệt, ngọn lửa lại có thể chuyển động linh hoạt, nói chung bản chất của lửa là nhiệt, nhiệt có thể tạo thành bằng cách thực hiện công hay truyền nhiệt. Bản chất của vũ trụ là nhiệt, không một vật thể nào trong vũ trụ không chịu sự chi phối của nhiệt nói cách khác mọi vật đều có ma sát không nhiều thì ít mà ma sát lại sinh ra nhiệt. Thực ra trước khi Clausius ra đời thì một kĩ sư người Pháp tên là Sadi Carnot đã hoàn thành một tác phẩm là những suy tư về động lực của nhiệt. Đây là tác phẩm đánh dấu sự quan tâm của các nhà vật lý thời đó về nhiệt. Ngày 2/1/1882, Rudolf Clausius ra đời đánh dấu một thời kì mới của nhiệt, nguyên lý này phát biểu rằng entropy của một hệ kín chỉ có hai khả năng, hoặc là tăng lên, hoặc giữ nguyên. Từ đó dẫn đến định luật là không thể chuyển từ trạng thái mất trật tự sang trạng thái trật tự nếu không có sự can thiệp từ bên ngoài.
Một số cách phát biểu khác là:
Một hệ lớn và không trao đổi năng lượng với môi trường sẽ có entropy luôn tăng hoặc không đổi theo thời gian.
Mọi dẫn truyền hoặc biến đổi năng lượng đều làm tăng entropy của vũ trụ.
Để cho một quá trình xảy ra một cách tự phát thì nó phải làm tăng entropy của vũ trụ.
Vì entropy là mức độ hỗn loạn của hệ, định luật này nói rằng vũ trụ sẽ ngày càng "hỗn loạn" hơn. Cơ học thống kê đã chứng minh rằng định luật này là một định lý, đúng cho hệ lớn và trong thời gian dài. Đối với hệ nhỏ và thời gian ngắn, có thể có thay đổi ngẫu nhiên không tuân thủ định luật này. Nói cách khác, không như định luật 1, các định luật vật lý chi phối thế giới vi mô chỉ tuân theo định luật 2 một cách gián tiếp và có tính thống kê. Ngược lại, định luật 2 khá độc lập so với các tính chất của các định luật đó, bởi lẽ nó chỉ thể hiện khi người ta trình bày các định luật đó một cách giản lược hóa và ở quy mô nhỏ.